# يوسف بن عبد الله بن سلام
يوسف بن عبد الله بن سلام بن الحارث الإسرائيلي المدني,صحابي من صغار الصحابة، من آل عبد الله بن سلام يعود نسبهم إلى بنو قينقاع من يهود المدينة المنورة. ولد في حياة النبي محمد، وسماه النبي يوسف ودعا له بالبركة، قال يوسف بن عبد الله بن سلام:
توفي سنة 100هـ.